# Polycentropus flavomaculatus
Polycentropus flavomaculatus – owad wodny, chruścik (Insecta: Trichoptera), z rodziny Polycentropodidae. Larwy budują sieci łowne, są drapieżne, żyją w średniej wielkości rzekach potamal nizinnych i pojeziernych, zasiedlają głównie dno kamieniste. Na północy (Skandynawia) występują także w jeziorach. Gatunek pospolity i liczny, ale wrażliwy na zanieczyszczenia wody i antropogeniczne przekształcenia koryta rzecznego.
Występuje w całej Europie, larwy uważane za eurytopowe występujące we wszystkich typach wód (Botosaneanu i Malicky 1978). Limnefil (związek z jeziorami silniejszy na północy i w górach), preferuje jeziora duże o niskiej trofii oraz najpłytszy litoral o dnie kamienistym.
Larwy spotykane w jeziorach lobeliowych Pojezierza Pomorskiego na dnie kamienistym (zgrupowanie z Tinodes waeneri). Na Pojezierzu Mazurskim spotykane w przepływowym Jeziorze Pierzchalskim (licznie w górnym i środkowym biegu rzeki Pasłęki), w Jeziorze Wigierskim na dnie piaszczystym i kamienistym. Imagines sporadycznie spotykane nad Śniardwami. Na Pojezierzu Wielkopolskim larwy spotykane w strefie kipielowej jezior. Imagines poławiane nad starorzeczami w Górach Świętokrzyskich (Riedel i Majecki 1989).
W Skandynawii bardzo licznie występuje w strumieniach, potokach, w wielu jeziorach i zalewach morskich, liczniej występuje w ciekach niż w jeziorach, preferuje jeziora oligotroficzne oraz dno kamieniste najpłytszego litoralu. Na Łotwie spotykany głównie w ciekach, nad jeziorami rzadko spotykano imagines, choć dane wskazują na występowanie także larw w jeziorach. W Estonii stwierdzono występowanie w jeziorze Pejpus. W Karelii spotykano w dużych jeziorach oraz jeziorach lasotundry. W duńskim dużym jeziorze Esrom dominował na głębokości 0,3–0,5 m, na dnie niezarośniętym był najliczniejszym gatunkiem z Polycentropodidae. Stwierdzono występowanie w jeziorach niemieckich, określany jako typowy dla litoralu kamienistego, spotykany w części przepływowej między jeziorami, uważany za gatunek eurytopowy występujący zarówno w wodach płynących, jak i stojących. W Irlandii i na Wyspach Brytyjskich stosunkowo licznie spotykany w jeziorach oligotroficznych, mezotroficznych i eutroficznych, w litoralu kamienistym. Larwy złowiono także w jeziorach przepływowych Włoch, byłej Jugosławii, w górskich jeziorach w paśmie lasu w Tatrach, imagines poławiane nad jeziorami górskimi na Bałkanach.